# Grande Croatie
 (septembre 2021).

Grande Croatie avec la zone revendiquée en rouge

La Grande Croatie (en croate : Velika Hrvatska) est un terme appliqué à certains courants au sein du nationalisme croate. Dans un sens, il fait référence à l'étendue territoriale du peuple croate, mettant l'accent sur l'appartenance ethnique des Croates vivant en dehors de la Croatie. Au sens politique, cependant, le terme renvoie à une croyance irrédentiste dans l'équivalence entre l'étendue territoriale du peuple croate et celle de l'État croate.

## Histoire

### La Grande Croatie auXIXesiècle
L'émergence de l'idéologie de la Grande Croatie est traditionnellement associée aux débuts du nationalisme croate moderne au XIXe siècle, mais il est parfois difficile de la distinguer de mouvements et d'idéologies similaires, inspirés par la romance nationale, qui existaient à l'époque. Il s'agit principalement de l'idéologie yougoslave, originaire de Croatie. Aux XVIIe et XVIIIe siècles, Pavao Ritter Vitezović défendait déjà l'idée que tous les Slaves étaient Croates, y compris les Serbes.
L'idéologie de la Grande Croatie est née des conditions particulières dans lesquelles la Croatie s'est retrouvée au sein de la monarchie des Habsbourg. Les zones où se trouvait la majorité de la population croate étaient divisées en plusieurs pays de la couronne avec des systèmes administratifs différents, c'est-à-dire des niveaux d'autonomie par rapport au gouvernement central. La zone appelée royaume de Croatie ne représentait qu'une petite partie de l'ancien État médiéval, c'est-à-dire la partie croate de l'État croato-hongrois qui, en 1527, est entré en union personnelle avec la dynastie des Habsbourg. Pour les nationalistes croates au XIXe siècle, l'unification de tous les pays croates en une seule entité politique - au sein de la monarchie des Habsbourg ou en tant qu'État indépendant - était l'un des principaux objectifs, mais selon leur idéologie ces pays croates étaient tous les domaines gouverné par Petar Krešimir IV quelle que soit la nationalité de la population ainsi que les zones où les Croates étaient la population majoritaire au XIXe siècle, ce qui a affecté le royaume de Croatie-Slavonie, le royaume de Dalmatie, l'Istrie, la Bosnie-Herzégovine ainsi que le retour de la frontière militaire à la Croatie dont elle a été séparée au XVIe siècle.
Un autre facteur important qui a contribué au développement de l'idéologie de la Grande Croatie était le sentiment croissant de menace pour le public croate et l'élite intellectuelle des concepts nationalistes rivaux. Cela faisait principalement référence au concept de la Grande Hongrie, qui insistait sur sa propre interprétation historique des relations entre la Croatie et la Hongrie dans le royaume croato-hongrois, et considérait la Croatie et tous ses territoires comme une simple province hongroise. En même temps, sous l'influence du Risorgimento, apparaît en Dalmatie le nationalisme italien, c'est-à-dire le mouvement pour l'annexion de ces régions à l'État italien. Compte tenu des circonstances économiques et démographiques, la Croatie était dans une position subordonnée par rapport à la Hongrie et à l'Italie, et ses politiciens ont tenté de compenser en annexant des territoires et des populations qui rendraient la Croatie plus ou moins égale. C'est pourquoi déjà à l'époque des révolutions de 1848 et de la guerre avec la Hongrie, des idées ont surgi pour annexer d'autres régions slaves du sud de la monarchie des Habsbourg au noyau de l'État croate d'alors - des régions correspondant à la Slovénie et à la Voïvodine actuelles, ce qui créerait une sorte de Yougoslavie sous contrôle des Habsbourg. À partir du milieu du XIXe siècle, l'idée que l'État croate devrait inclure non seulement les territoires des Habsbourg, mais aussi les territoires de l'Empire ottoman d'alors - principalement la Bosnie-Herzégovine - a commencé à apparaître.
Ces efforts se sont intensifiés dans les années 1860 lorsque le Parti des droits a émergé, dont les dirigeants Ante Starčević [2] et Eugen Kvaternik ont insisté sur l'expansion territoriale de la Croatie dans la Bosnie-Herzégovine alors ottomane comme moyen par lequel la Croatie obtiendrait son indépendance ou au moins un statut égal parmi les autres entités des Habsbourg. Le compromis austro-hongrois de 1867 y a contribué de manière significative, suivie du compromis croato-hongrois de 1868, qui a donné l'autonomie à la Croatie et annexé la Slavonie, mais la nouvelle entité était fermement liée à la Hongrie, qui s'est dotée d'une administration exclusive sur Međimurje, Baranja. et Rijeka, tandis que l'Istrie et la Dalmatie et la frontière militaire restaient sous la domination directe de la partie autrichienne de la monarchie. Le profond mécontentement à l'égard du compromis oblige les politiciens croates à s'appuyer de plus en plus sur Vienne, tandis que le gouvernement de Budapest trouve des alliés parmi les politiciens serbes en Croatie.
En 1878, l'Autriche-Hongrie, sur décision du congrès de Berlin, occupa la Bosnie-Herzégovine, ainsi que le Sandjak. Pour nationalistes croates, c'était l'occasion pour le territoire occupé, qu'ils considéraient historiquement croate, de retourner dans leur patrie. Les autorités des Habsbourg, cependant, n'avaient aucune compréhension pour de telles idées, en partie pour des raisons de politique étrangère - la Bosnie-Herzégovine et le Sandjak faisaient encore formellement partie de l'Empire ottoman jusqu'à l'annexion en 1908 - et en partie pour des raisons de politique intérieure ; La Bosnie-Herzégovine a été gérée comme une copropriété austro-hongroise afin d'éviter les querelles sur la moitié de la monarchie à laquelle cette nouvelle zone devrait appartenir. Malgré cela, une forte activité de propagande est apparue en Croatie à l'époque afin de promouvoir l'identité croate et le « droit de l'État » en Bosnie-Herzégovine, parmi lesquelles la célèbre thèse de Starčević selon laquelle la population musulmane locale représente non seulement des « Croates de foi islamique », mais qu'en raison de à l'absence des politiques de dénationalisation menées par les nationalistes allemands, hongrois et italiens dans la monarchie doivent être considérés comme des « fleurs du peuple croate ». De telles idées ont ouvert un nouveau front dans le conflit croissant entre les nationalismes croate et serbe, qui avaient leurs propres prétentions irrédentistes en Bosnie-Herzégovine, à la fois de la principauté de Serbie et du Monténégro.

### La Grande Croatie au début duXXesiècle
Outre des facteurs politiques internes à la Monarchie, le concept de Grande Croatie a également été entravé par la situation de la politique étrangère, c'est-à-dire la politique pro-autrichienne menée par la principauté puis le royaume de Serbie sous la dynastie Obrenović. Cependant, le coup d'État de mai 1903 a renversé Alexandre Ier et a commencé à tourner la politique étrangère serbe vers la Russie. Dans le même temps, les politiciens croates et serbes, qui s'étaient querellés jusque-là, commençaient à s'interconnecter en Croatie, et les idées yougoslaves, c'est-à-dire l'idée que les pays slaves du sud de la monarchie des Habsbourg devaient s'unir à la Serbie, se renforçaient .
Le gouvernement des Habsbourg, qui se sent de plus en plus menacé par ces développements, réagit en annexant formellement la Bosnie-Herzégovine, mais aussi en intensifiant la propagande anti-serbe. Les idées yougoslaves cherchent à compenser par une alternative sous la forme de l'idée du soi-disant réorganisation trialiste de la monarchie, selon laquelle, avec l'Autriche et la Hongrie, elle devrait obtenir une troisième, c'est-à-dire une entité slave du sud. Le Parti pur des droits anti-yougoslave considère la Croatie principalement comme une entité, qui serait étendue à d'autres régions slaves du sud de la monarchie. Les autorités des Habsbourg ont partiellement répondu à ces idées en introduisant une nouvelle catégorie statistique, c'est-à-dire une définition ethnique appelée serbo-croates, dans les zones « impériales » (Istrie et Dalmatie). Jusqu'en 1918, le concept d'une Grande Croatie était à la fois le concept de Croatie comme partie intégrante de la monarchie des Habsbourg, mais aussi comme un État yougoslave alternatif.
Elle s'est en partie réalisée lorsque, en 1918, lors de la désintégration de l'Autriche-Hongrie, l'État des Slovènes, Croates et Serbes a été formé, qui a rassemblé les zones slaves du sud de la monarchie. Cependant, il est rapidement devenu évident que le pays ne pouvait pas préserver son intégrité territoriale ou sa stabilité interne dans les conditions de chaos et de troubles sociaux d'après-guerre, et en un mois, il s'est uni à la Serbie victorieuse dans le royaume des Serbes, Croates et Slovènes.

## Régions

### Bosnie

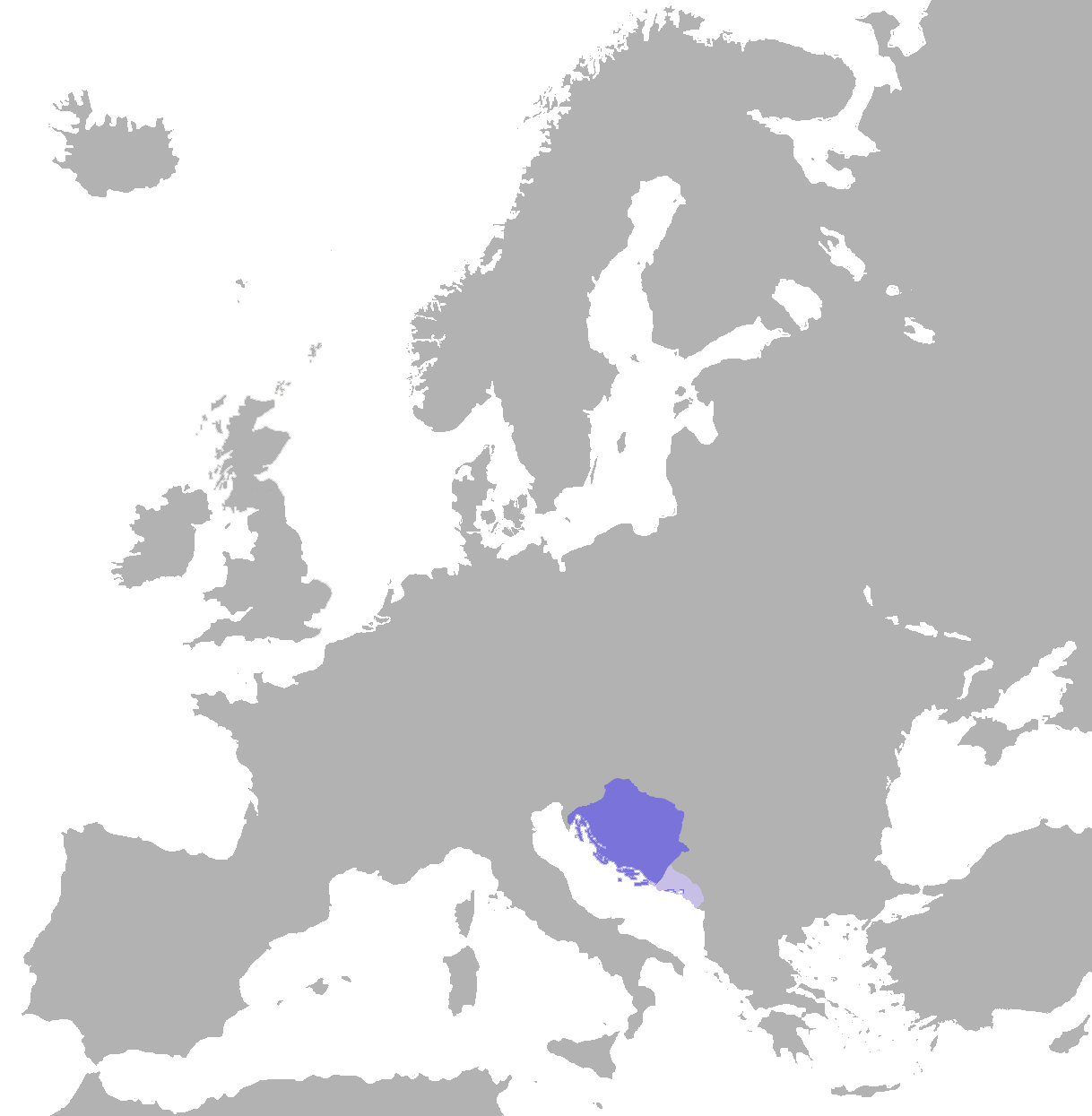
Carte du royaume de Croatie

Le duc Trpimir Ier (845–864) succéda à Mislav et réussit à remporter la guerre contre les Bulgares et leurs sujets rasciens. Trpimir Ier agrandit son domaine en y incluant toute la Bosnie jusqu'à la Drina. Trpimir Ier consolida son pouvoir sur la Dalmatie et une grande partie de l'intérieur des terres vers la Pannonie, et institua des comtés pour contrôler ses vassaux (une idée qu'il emprunta aux Francs). La première mention écrite connue des Croates date du 4 mars 852, dans un édit de Trpimir. Trpimir est le premier membre de la dynastie des Trpimirović, qui gouverna la Croatia de 845 à 1091, avec des interruptions.
Tomislav, rex Chroatorum, créa un vaste État, comprenant la plupart de la Croatie centrale actuelle, la Slavonie, la Dalmatie et la plus grande partie de la Bosnie.

### Syrmieorientale

#### Sous les Habsourgs
Le traité de paix signé le 26 janvier 1699 à Karlowitz en Syrmie (en serbe Sremski Karlovci, en croate Srijemski Karlovci) donna cette région à la monarchie des Habsbourg, dont le souverain était alors l'empereur Léopold Ier de Habsbourg. Les Habsbourg étaient devenus rois de Hongrie en 1527 après la mort du roi Louis II Jagellon à la bataille de Mohács en août 1526 ; quant aux droits historiques de la Hongrie sur la Croatie, ils provenaient de l'union personnelle dite Pacta Conventa conclue en 1102 qui faisait du roi de Hongrie le roi de Croatie, couronné séparément.

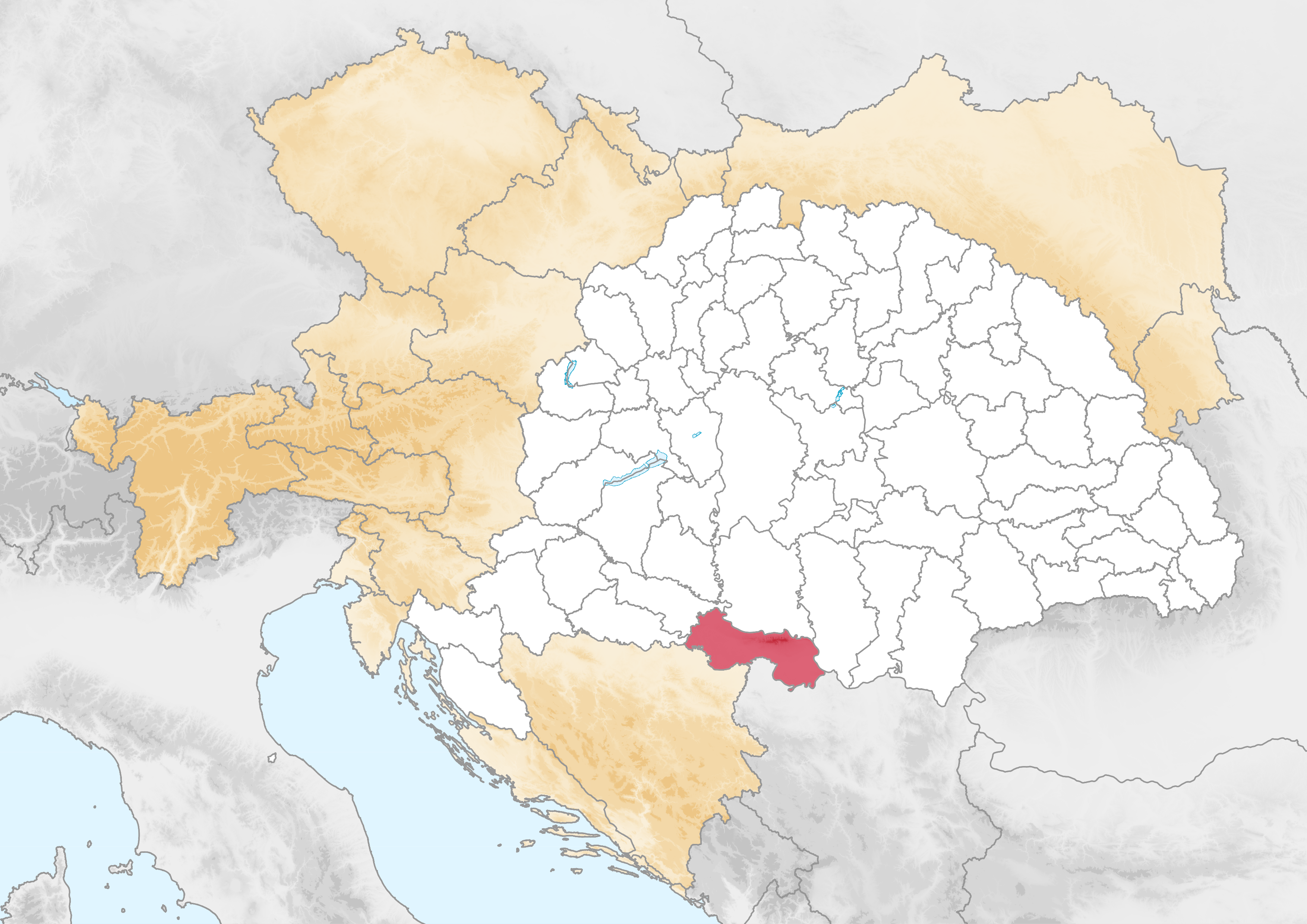
Syrmie dans le royaume de Croatie-Slavonie

En 1745 la Syrmie fut érigée en province (Comitatus, le latin fut la langue officielle en Hongrie jusqu'en 1847) au sein de la Slavonie, alors dirigée comme un "royaume" distinct de la Croatie, au grand mécontentement des Croates pour qui elle faisait partie de leur territoire historique. En 1848 et 1849 la Syrmie fut même incluse dans ce qu'on a appelé la "Voïvodine serbe" ("voïvodine" veut dire "duché" en serbe), groupe de provinces hongroises du sud que les nationalistes serbes avaient proclamé autonome. De 1849 à 1860, alors que les Croates avaient soutenu les Habsbourg contre les nationalismes hongrois et serbe, la Syrmie fut même incluse dans une province distincte de la Hongrie appelée "voïvodine de Serbie et du Banat".
Après 1860 la province de Syrmie fut rétablie et réintégrée à la Slavonie. En 1867, dans l'Accord austro-hongrois de 1867, la Slavonie fut incluse dans la Transleithanie, la partie du nouvel Empire austro-hongrois dirigée depuis Budapest. Dans le Compromis (Nagodba en croate) conclu en 1868 entre les Hongrois et les Croates, la Slavonie fut reconnue comme appartenant au royaume de Croatie-Slavonie, dirigé avec une certaine autonomie par un ban nommé par Budapest.
En 1881, après l'établissement en 1878 du protectorat austro-hongrois sur la Bosnie-Herzégovine, la frontière militaire fut supprimée et la Syrmie fut soumise au droit commun du royaume de Croatie-Slavonie.

#### La Syrmie yougoslave
En 1918, après la Première Guerre mondiale, les territoires historiques de la Croatie, à l'exception de Rijeka (Fiume en italien et hongrois, Reka en slovène) et de certaines îles dalmates, furent inclus dans le royaume des Serbes, Croates et Slovènes dont le roi était Alexandre Ier Karageorgevitch et qui allait s'appeler le royaume de Yougoslavie lorsque celui-ci proclamerait sa dictature en 1929.
Le 24 novembre 1918, alors que s'effondrait l'Empire austro-hongrois, une assemblée de Serbes en Syrmie orientale proclama le rattachement de cette région au royaume de Serbie. Cependant, immédiatement après, le 1er décembre 1918, c'est au royaume des Serbes, Croates et Slovènes que la Syrmie fut officiellement incorporée. Le nouvel État fut reconnu au Traité de Trianon de 1920. Entre 1918 et 1922 la Syrmie fut un comitat (županija) puis, de 1922 à 1929, une région (oblast) dudit royaume. Puis, après 1929, il fut divisé entre une "banovine du Danube" (Dunavska banovina) et une "Banovine de la Save" (Savska Banovina) au sein du royaume de Yougoslavie.
Habitués à défendre leurs droits historiques face à des suzerains occidentaux, les Croates manquaient d'expérience face à un souverain formé en Russie et porteur de tradition politiques inspirées par le jacobinisme français et l'identification ottomane de la nationalité à la religion. Ce n'est qu'en août 1939, après l'assassinat de son prédécesseur Stjepan Radić le 28 juin 1928 puis une réforme territoriale qui faisait fi des frontières historiques sans atténuer la prédominance serbe sur les institutions que Vladko Maček, chef du plus grand parti croate le parti paysan croate (en croate Hrvatska seljačka stranka), réussit à signer un accord, ou Sporazum, avec le Premier ministre yougoslave Dragiša Cvetković, créant un territoire croate autonome incluant les territoires historiques de la Croatie y compris la Dalmatie, plus une partie de la Bosnie et de l'Herzégovine occidentale : une partie de la Syrmie y fut incluse.

#### La Syrmie dans l'État indépendant de Croatie
Cependant, cet accord, auquel s'opposaient les plus hautes autorités serbes, n'eut pas assez d'effet pour assurer la loyauté des Croates au Royaume et, lorsqu'en avril 1941 Hitler eut conquis la Yougoslavie, il créa l'« État indépendant de Croatie » (en croate Nezavisna Država Hrvatska ou "NDH" — prononcer "êndéHa"), qui incluait toutes les terres que les Croates considéraient comme leur territoire historique et sur lesquelles les Italiens n'avaient pas mis la main. Le dirigeant du Parti paysan ayant refusé toute collaboration, l'Axe dut mettre à la tête de cet État Ante Pavelić, chef d'une bande de 400 activistes violents (les Oustachis) majoritairement originaires de Bosnie-Herzégovine. Zemun se retrouva de nouveau ville-frontière, entre une Grande Croatie fantoche dirigée par les Oustachis et une Serbie occupée par les Allemands et dirigée par un général collaborationniste, Milan Nedić.

#### La Syrmie depuis Tito
En 1945, Tito, ayant pris le pouvoir à Belgrade, mit en forme l'organisation fédérale de la Yougoslavie qu'il avait annoncée dans son Discours de l'AVNOJ en novembre 1943 ("AVNOJ" pour Antifasisticko Vijece Narodnog Oslobodjenja Jugoslavije ou "Conseil antifasciste de libération nationale de la Yougoslavie").
La Voïvodine actuelle comprend la Bačka (Bácska en hongrois), la partie du Banat (en hongrois Bánság) non livrée à la Roumanie par le traité de Trianon de 1920, et la Syrmie orientale telle que détachée de la Croatie historique par la Commission Djilas en 1945. Après soixante années, Zemun est devenue un faubourg de Belgrade dont le maire est issu du Parti radical serbe (en serbe Srpska Radikalna Stranka) de Vojislav Seselj. C'est pour marquer l'excès prétendu du nationalisme croate de Franjo Tudjman que l'on disait que les initiales de son parti HDZ voulaient dire « Hrvatska do Zemuna » ("La Croatie jusqu'à Zemun") — "HDZ" veut en fait dire Hrvatska Demokratska Zajednica ou Union démocratique croate.
À l'été de 1991 le pouvoir communiste serbe de Belgrade s'était emparé de Vukovar à l'issue d'un siège de trois mois où son artillerie détruisit la ville ; il avait conquis la Syrmie occidentale croate, massacré des dizaines de ses habitants non-serbes et chassé le reste, pour ensuite l'occuper sous les apparences d'insurgés locaux et autres miliciens nationalistes constitués en "Région Serbe Autonome de Slavonie orientale, de Baranja et de Syrmie occidentale" — en serbe Srpska Autonomna Oblast (SAO) Istocna Slavonija, Baranja i Zapadni Srem), dirigée par Goran Hadžić.
Depuis, à la différence de la Slavonie occidentale, de la Lika orientale, du Kordun et de la Dalmatie du Nord reconquises de vive force sur leurs occupants serbes par l'Armée et la Police croates en 1995, la Syrmie occidentale a été pacifiquement rendue à la souveraineté croate en 1998 et la plus grande partie de sa minorité serbe est demeurée sur place.
La Constitution yougoslave de 1974 (en) donnait à la Province socialiste autonome de Voïvodine un statut d'autonomie complète vis-à-vis de la République socialiste de Serbie, mais ce statut a été réduit à une apparence par Slobodan Milošević en 1990. Aujourd'hui, la Voïvodine est plus riche, mieux éduquée, plus ouverte à l'Occident que le reste de la Serbie et plus accueillante pour les nombreuses minorités qui y vivent, mais elle n'échappe pas au renouveau du nationalisme en Serbie qui a suivi l'assassinat du Premier ministre de Serbie Zoran Đinđić le 12 mars 2003 et son remplacement par Vojislav Koštunica.

### Bačka

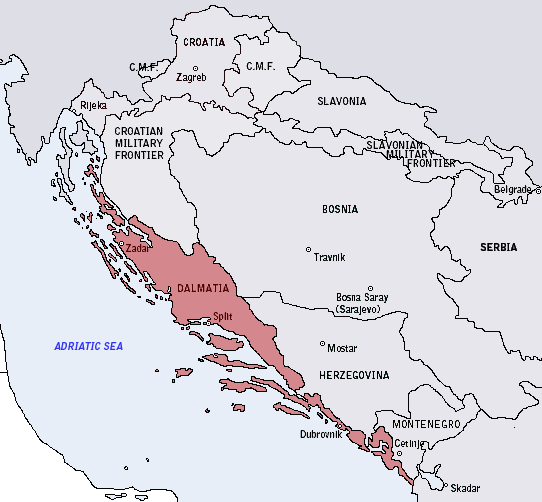
Carte du royaume de Dalmatie, incluant les Bouches de Kotor

### Bouches de Kotor
Les Bouches de Kotor faisaient partie du royaume de Dalmatie.

### Accord Cvetković-Maček
Au milieu des tensions ethniques croissantes entre Croates et Serbes dans les années 1930, un État autonome au sein de la Yougoslavie, appelé banovine de Croatie, a été négocié pacifiquement au parlement yougoslave via l'accord Cvetković-Maček de 1939. La Croatie a été unie en une seule unité territoriale et a reçu territoires de certaines parties de la Voïvodine actuelle, ainsi que de la Posavina et du sud de la Bosnie-Herzégovine actuelle, à majorité croate à l'époque.

Banovine de Croatie.

## Croates de Bosnie
Il y a environ 544 780 Croates qui vivent en Bosnie-Herzégovine, principalement en Herzégovine et dans le Canton de Herceg-Bosna.